# المعهد النرويجي للصحة العامة

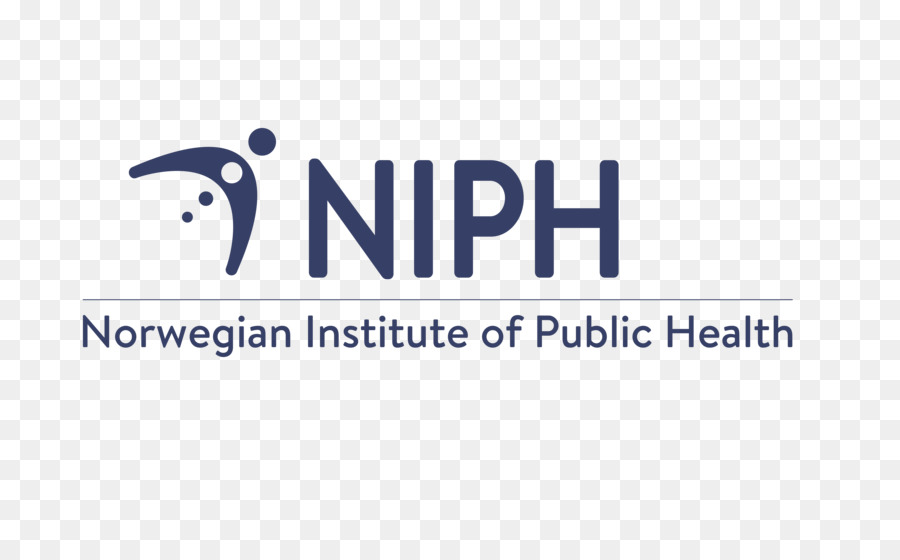
المعهد النرويجي للصحة العامة.

المعهد النرويجي للصحة العامة (NIPH) (النرويجي : Folkehelseinstituttet ،FHI) هي وكالة حكومية ومعهد أبحاث نرويجي، وهي المعهد الوطني للصحة العامة في النرويج. تعمل NIPH كمؤسسة كفاءة وطنية في مجال الصحة العامة بمعنى واسع للسلطات الحكومية والخدمات الصحية والقضاء وسلطات الادعاء والسياسيين ووسائل الإعلام والجمهور العام والمنظمات الدولية والحكومات الأجنبية. المعهد لديه حوالي 1400 موظف.
الأنشطة الرئيسية للمعهد هي المراقبة الصحية، الأبحاث والوقاية منها. يتكون المعهد من أقسام بحثية لمكافحة العدوى والصحة البيئية، والصحة العقلية والبدنية، والبيانات الصحية والرقمنة، ومركز المعرفة للصحة العامة. اعتبارًا من عام 2019، أصبح المركز النرويجي لدراسات العنف والإجهاد الناتج عن الصدمات جزءًا من NIPH. المعهد لديه تعاون مكثف مع منظمة الصحة العالمية. شغلت كاميلا ستولتنبرغ منصب المدير العام للمعهد منذ عام 2012.

## التاريخ

### محاربة الأمراض المعدية
تأسس المعهد السابق لمعهد ستاتينز للفولكهيلس (SIFF) في عام 1929 بعد تبرع بمليون كرونة نرويجية من مؤسسة روكفلر. ومع ذلك، فقد وُلدت فكرة إنشاء مؤسسة عامة لمعالجة قضايا صحة السكان قبل خمسين عامًا، كما ولدت فكرة المسؤولية الحكومية عن التدابير الوقائية العامة حتى قبل ذلك.
في البداية، كان SIFF مسؤولاً عن توفير اللقاحات والأمصال للسكان وإجراء التحليلات الكيميائية للمياه والغذاء. بعد بضع سنوات، نفذ الصندوق برامج تحصين، ولكن لعدة عقود كان نطاق المعهد يقتصر على مكافحة الأمراض المعدية.
في سبعينيات القرن الماضي، أنشأ الصندوق أقسامًا لعلم السموم وعلم الأوبئة، مع التركيز بشكل متزايد على الوقاية من الأمراض غير المعدية بالإضافة إلى مكافحة الأمراض المعدية التقليدية. تم دمج أبحاث الخدمات الصحية في الثمانينيات.

### إعادة التنظيم والتوسع
في عامي 2002 و 2003، اندمجت SIFF مع العديد من المؤسسات والوحدات الأخرى لتشكيل معهد جديد شامل للصحة العامة. تم منح المعهد الجديد مسؤولية جميع سجلات السكان المتعلقة بالصحة، باستثناء سجل السرطان في النرويج. وستنسق جميع عمليات الجمع العامة للبيانات الوبائية في البلاد، بالإضافة إلى إجراء أبحاث الطب الشرعي عن السموم وتعاطي المخدرات.
تم تغيير الاسم من معهد Statens for folkehelse إلى Nasjonalt folkehelseinstitutt لكن الاسم الإنجليزي، المعهد النرويجي للصحة العامة، ظل كما هو. أكد الدور الجديد كمنسق وطني في العديد من المجالات على أهمية التعاون مع الجامعات والمستشفيات ومعاهد البحوث الأخرى وتم تشكيل سلسلة من المجموعات الوطنية المتعاونة.
في عامي 2005 و 2006، وسع المعهد نطاقه إلى أبعد من ذلك، مستهدفًا التفاوتات الاجتماعية في الصحة وإنشاء قسم للصحة العقلية. كما أخذت المنظمة الدولية لصحة الأسرة على عاتقها مسؤولية الوقاية من الإصابات والأمراض الناجمة عن عوامل سلوكية مثل التدخين وتعاطي الكحول والمخدرات غير المشروعة والخمول البدني والسمنة وممارسة الجنس غير المحمي مع شركاء مجهولين.
تم نقل المعهد النرويجي للطب الشرعي من جامعة أوسلو إلى المعهد النرويجي للصحة العامة في عام 2011، ولكنه أصبح جزءًا من مستشفى جامعة أوسلو في عام 2017. وأصبح المعهد النرويجي لأبحاث الكحول والمخدرات جزءًا من المعهد النرويجي للصحة العامة في عام 2016. في عام 2019، سيتم نقل المركز النرويجي للعنف ودراسات الإجهاد الناتج عن الصدمات من جامعة أوسلو إلى المعهد النرويجي للصحة العامة.

### حجم المعهد
في عام 1929، كان المعهد يضم 18 موظفًا، وارتفع إلى أكثر من 1400 في عام 2016. وزادت الميزانية السنوية من 107000 إلى 1 مليار كرونة نرويجية في نفس الفترة. حتى مع أخذ زيادات قيمة العملة في الاعتبار، كانت ميزانية عام 1929 منخفضة للغاية وكان معظم الموظفين متطوعين. قد يُنظر إلى النمو الكبير في الميزانية من عام 1929 إلى عام 2007 على أنه مظهر من مظاهر التغيرات الهائلة في الاقتصاد الوطني خلال هذه الفترة. وقد يعكس أيضًا تغيرات المواقف وزيادة الوعي بالتدابير الوقائية الفعالة فيما يتعلق بالصحة العامة.

## أنشطة
ويركز المعهد على استعداد في مجال الأمراض المعدية والطب البيئي، الصحة النفسية، والبحث المخدرات والصحة والدراسات السكانية، والبحث المختبري والمراقبة.
تتكيف أنشطة FHI مع الأمراض التي تصيب السكان والتحديات في مجال الرعاية الصحية والمجتمع. وبالتالي، فإن المعهد الوطني للصحة العقلية سيولي اهتمامًا خاصًا للمجالات التالية؛ أمراض الشيخوخة ونمط الحياة والصحة، والتفاوتات الاجتماعية في الصحة، والمراقبة الصحية والسجلات، وكذلك التحديات الصحية العالمية.

## منظمة
يتكون المعهد من أقسام علمية لمكافحة العدوى والصحة البيئية، والصحة العقلية والبدنية، والبيانات الصحية والرقمنة، ومركز المعرفة للصحة العامة.
كاميلا ستولتنبرغ هي المديرة العامة للمعهد.

## السجلات
المعهد الوطني للصحة العقلية NIPH مسؤول عن السجلات الصحية التالية:
- Medical Birth Registry of Norway
- (Norwegian Surveillance System for Communicable Diseases (MSIS
- (National Immunisation Registry (SYSVAK
- Norwegian Cause of Death Register
- (Norwegian Surveillance System for Infections in Hospitals (NOIS
- Register for Induced Abortion
- Norwegian Prescription Database
- Norwegian Cardiovascular Disease Registry
- The Tuberculosis Registry
- (Norwegian Surveillance System for Resistance Against Antibiotics in Microbes (NORM
- Biobank Registry
- National Register of Adverse Effects from Cosmetic Products
- Food Allergy Register
- Waterworks Registry

## التعاون مع منظمة الصحة العالمية
يتعاون المعهد النرويجي للصحة العامة بشكل مكثف مع منظمة الصحة العالمية في مجال المراقبة الصحية والبحوث واللوائح المتعلقة بالصحة العامة الدولية والمشاركة في اللجان. يستضيف المعهد مركزين متعاونين مع منظمة الصحة العالمية، والعديد من المختبرات التابعة لمنظمة الصحة العالمية، وهو مسؤول عن مشاركة النرويج في عمليات اللوائح الصحية الدولية. كما أنه يساهم بالخبرة والموظفين في منظمة الصحة العالمية، ويعمل العديد من موظفي المعهد في لجان منظمة الصحة العالمية.